# پانتیلیاته
پانتیلیاته (به ایتالیایی: Pantigliate) یک کومونه در ایتالیا است که در استان میلان واقع شده‌است. پانتیلیاته ۵٫۷ کیلومتر مربع مساحت و ۵٬۹۸۳ نفر جمعیت دارد و ۱۰۲ متر بالاتر از سطح دریا واقع شده‌است.